# Molophilus spinifex
Molophilus spinifex är en tvåvingeart som beskrevs av Alexander 1952. Molophilus spinifex ingår i släktet Molophilus och familjen småharkrankar. Inga underarter finns listade i Catalogue of Life.